# Gordon Rennie
Gordon Rennie startete seine Karriere als Musikjournalist. Später schrieb er für zahlreiche bekannte Comicserien die Handlungen. In den letzten Jahren hat er sich als Comicautor zurückgezogen und arbeitet vorwiegend für die Computerspielindustrie. Aus seiner Hand stammen einige gedruckte Hintergrundgeschichten zu bekannten Tabletop-Reihen.

## Leben und Werk
Seine erste Arbeit wurde im britischen Blast!-Magazin, einer kurzlebigen zweiwöchentlich erscheinenden Comic-Reihe, von Woodrow Phoenix gezeichnet, veröffentlicht. Hierbei verarbeitete seine Handlung das bekannte Sherlock-Holmes-Motiv. Mit dem Zeichner Martin Emond veröffentlichte er die Serie White Trash, welche eine satirische Reise durch die Vereinigten Staaten nachzeichnete.
Für das britische Judge Dredd Megazine, eine Schwester-Publikation von 2000 AD, bekam er 1993 seinen ersten großen Auftrag. Er schrieb die Handlung für Missionary Man, die fortan in 74 Geschichten, zuerst im Judge Dredd Megazine und ab dem Jahr 2000 im 2000 AD, bis zum Jahr 2002 veröffentlicht wurde. Er schrieb alle Handlungen und arbeitete mit den Comiczeichnern Frank Quitely, Garry Marshall, Simon Davis, Jamie Grant, Charles Gillespie, Henry Flint, Trevor Hairsine, Alex Ronald, Colin MacNeil, Dean Ormston, Jesus Redondo, Wayne Reynolds und John Ridgway zusammen.
Zu den bekannteren Werken für 2000 AD zählen die preisgekrönte Miniserie Necronauts mit Frazer Irving als Zeichner und die bis 2005 erscheinende, 42 Folgen umfassende Reihe Caballistics, Inc., gestaltet von Dom Reardon.
Als Buchautor verfasste er Romane zu den Comics Jugde Dredd, so den 2003 erschienenen Judge Dredd: Dredd Vs. Death oder den 2004 veröffentlichten Roman Crucible zur Comicreihe Rogue Trooper. Für die Tabletops Warhammer 40,000 und Warhammer Fantasy schrieb er die Bücher: Execution Hour (2001), Zavant (2002), Shadowpoint (2003) und Blood Royal (2005).
In den letzten Jahren hat Rennie begonnen sich in seiner Arbeit vorwiegend auf Aufträge aus der Computerspiele-Industrie zu konzentrieren. 2006 wurde er für einen British Academy Video Games Award der British Academy of Film and Television Arts (BAFTA), für seine Arbeit am Rogue Trooper-Computerspiel nominiert. Bereits 2004 schrieb er das Script für das Spiel Killzone. Derzeit ist er in Spieleprojekten zu: Splatterhouse,
Aliens vs Predator und Highlander involviert.